# Giovanni Lomi
Giovanni Lomi (Livorno, 31 ottobre 1889 – Livorno, 9 giugno 1969) è stato un pittore e baritono italiano.

## Biografia
Fu iniziato alla pittura da Adolfo Tommasi. Non era di famiglia agiata, ma seppe ugualmente ritagliarsi un ruolo di primo piano nella scena artistica livornese, grazie anche alle qualità canore che ne fecero un discreto baritono. La sua passione per la lirica, le numerose frequentazioni dell'ambiente in questione ed i molteplici viaggi in gran parte dell'Europa e nelle più belle città italiane (da cui si ispirò per capolavori come Venezia dopo la pioggia - dipinto esposto lo stesso anno durante la Mostra Natalizia nella Sala Rossa della famigerata Bottega d'Arte di Livorno; Venezia, Riva degli Schiavoni del 1930 ca; trittico Vecchia Milano- quest'ultimo esposto presso la Galleria Ranzini del capoluogo lombardo negli anni Cinquanta in occasione della mostra personale del Lomi) influenzarono ed arricchirono la sua pittura agli arbori (vedi Nevicata del 1917), creando i presupposti per un equilibrio permanente tra forma e contenuto. 
Le opere in cui Lomi riesce ad essere più compiuto ed efficace sono naturalmente le marine, con in primo piano spesso greggi (da annoverare la notevole Gregge sul Mare del 1920 ca o la più piccola ma deliziosa opera Pascolo al Meriggio del 1938) o bagnanti, dove i riflessi madreperlacei e dorati e rosati del mare e del cielo assumono un risalto assoluto. La rappresentazione di questi soggetti, intrisa di un lirismo accentuato, caratterizza la sua pittura e lo rende notevolmente riconoscibile.
Di notevole importanza e pregio anche le campagne del Lomi con greggi transumanti o mandrie al pascolo o buoi utilizzati nel lavoro della terra, uniche spesso per dimensioni oltre che qualità (Transumanza verso sera del 1922; Buoi al giogo del 1940 ca; Campagna verso sera del 1930 ca; Mandria al pascolo nella pianura pisana del 1946 ed inedito).
Lomi fece parte per molti anni del Gruppo Labronico e partecipò a varie edizioni della Biennale di Venezia e delle Quadriennali romane.

## Opere nei musei e collezioni bancarie
Una sua opera si trova presso il Museo di Santa Giulia - Museo della Città di Brescia 

il Comanducci riferisce di un quadro Verso il Tramonto esposto ad una mostra organizzata dal ministero dell’istruzione italiano ed acquistato dal museo di Bringhton in Inghilterra e di un'opera “ Vecchi scali livornesi “ esposto nella sala dei toscani, alla “Permanente” di Milano del 1919 e acquistato dalla galleria capitolina (oggi Musei Capitolini); tre sue opere Dintorni di Casciana e Uliveto parte della donazione Grubac e Dopo la pioggia – Dintorni di Lecco acquistato nel 1940 sono conservate al Museo Revoltella di Trieste; una sua opera Pomeriggio fa parte della collezione della cassa di risparmio di Trieste 24 opere fanno parte della collezione Intesa Sanpaolo; con l'opera Vecchie Cantine del 1938 si trova nella collezione della Fondazione Livorno, è presente con sue opere nella collezione del Museo civico Giovanni Fattori, è inoltre con l’opera Tramonto a Tirrenia nella pinacoteca colligiana Carlo Servolini a Collesalvetti.

## Omaggi
- Nel 1994 un suo busto scultoreo fu collocato dal Comune di Livorno nel parco pubblico di Villa Fabbricotti.
- Nel 2012 il nipote pittore Massimo Lomi omaggia il nonno con una scultura sulla terrazza della pineta di Castiglioncello;
- Inoltre esiste una via a lui intitolata a Livorno.